# Mluvní styl
Mluvní styl označuje formu řečového projevu, výběr a organizaci jazykových prostředků v rámci komunikační činnosti, bez ohledu na obsah sdělení. Mluvní styly můžeme dělit do kategorií podle různých kritérií, například podle vynaloženého výslovnostního úsilí, podle pragmatiky komunikační situace nebo třeba podle plynulosti či připravenosti projevu.
Zatímco kritérium výslovnostního úsilí či pragmatiky komunikační situace lze dělit do ustálenějších diskrétních kategorií, kritérium připravenosti je lineárnější a míru připravenosti mluvčího nelze vždy s jistotou určit. Obzvláště podle plynulosti je pak mluvní styly složité dělit do distinktivních kategorií, protože hodnocení plynulosti je do vysoké míry subjektivní a může se lišit s ohledem na kontext.
Mluvčí si v každé situaci zpravidla vybírá mluvní styl, jehož užitím nejsnáze dosáhne konkrétního komunikačního záměru. Do komunikační situace navíc vždy vstupují další faktory ovlivňující projev mluvčího i posluchačův zážitek z něj, jako například aktuální psychické rozpoložení a emoční stav, ale třeba i dosažené vzdělání, zkušenosti, věk, pohlaví, postoje, názory, kulturní nebo lokální zázemí a samozřejmě i okolnosti konkrétní komunikační situace.

## Mluvní styly podle výslovnostního úsilí[1]
U výslovnostního úsilí obecně platí, že čím méně se snaží mluvčí, tím víc se musí snažit posluchač. Srozumitelnost pro posluchače hraje v komunikaci důležitou roli, mluvčí se ale zároveň s ohledem na situaci snaží minimalizovat úsilí, které na řečovou produkci vynaloží. Přílišné mluvní úsilí mluvčího pak také může působit neadekvátně až rušivě.

### Náznakový styl
Náznakový mluvní styl se vyznačuje nedbalou výslovností. Porozumění mluvčímu, který užívá náznakový mluvní styl, proto ze strany posluchače vyžaduje dobrou znalost kontextu i daného mluvčího. Hlásky v náznakovém mluvním stylu často nejsou dostatečně vzájemně odlišeny a mohou tak být zaměnitelné.
Charakteristickými rysy tohoto mluvního stylu je například potlačení kontrastu znělosti u souhlásek, centralizace samohlásek, nahrazení nazál nazalizovanými vokály nebo nejednoznačná intonace.

### Nedbalý styl
Nedbalý mluvní styl je srozumitelnější než náznakový, pořád ale vyžaduje zvýšené úsilí posluchače. V tomto mluvním stylu často dochází k redukcím hlásek /j/, /v/ a /h/ mezi dvěma vokály nebo zjednodušování souhláskových skupin (např. slovo "kost" může být vysloveno [kos] apod.). Také se může projevit asimilace místa artikulace i přes hranice slov, kde k ní běžně nedochází ("přines šupinu" může být vysloveno [přineš šupinu]). Mezi další rysy nedbalého mluvního stylu pak patří vynechávání hlasivkového rázu (ze spojení "k očkování" se tak stane "kočkování") či redukce relativního trvání dlouhých vokálů (tedy zmenšení rozdílu mezi krátkými a dlouhými samohláskami).

### Neutrální styl
Produkce řečových jednotek v neutrálním (bezpříznakovém) mluvním stylu nenese žádné charakteristické rysy. Výslovnost není ani příliš ledabylá, ale ani přehnaně pečlivá. Pozornost posluchače tak není strhávána ke zvukové podobě řeči, což mu umožňuje se snáze zaměřit na obsah. Neutrální mluvní styl je proto univerzálně použitelný, může ovšem být nedostačující za ztížených akustických podmínek.

### Pečlivý styl
Pečlivý (též výrazný či explicitní) mluvní styl zachovává srozumitelnost sdělení při nižších nárocích na činnost hrtanu. Artikulační pohyby jsou v něm dotahovány do krajních poloh, což může být pro mluvčího náročnější, zvýšené artikulační úsilí mluvčího ale zajišťuje, že bude projev příjemný pro posluchače.
Hlásky v pečlivém mluvním stylu mají modelovou podobu a hlasivkový ráz je systematicky využíván uvnitř slov po předponách či ve složeninách (ve slovech jako "neurčitý" a "trojúhelník"). Přesnou artikulaci může ale být náročné udržet při vyšším tempu řeči.
Užití pečlivého mluvního stylu je vhodné při komunikaci v nepříznivých akustických podmínkách – přejít např. z neutrálního na pečlivý mluvní styl je efektivnější a vyžaduje menší úsilí než zvýšení hlasitosti. Stejně tak může díky přesné artikulaci být využit k usnadnění komunikace s osobami, které odezírají ze rtů. Při nezávazném hovoru v dobrých podmínkách (např. při rozhovoru s přáteli) může ale pečlivý styl být už neúčelný.

### Hyperkorektní styl
Mluvní styl hyperkorektní (též hyperartikulovaný) se vyznačuje až přehnanými artikulačními pohyby, výraznou melodií a důrazným přízvukováním. Koartikulace v tomto mluvním stylu je omezená a mohou být narušeny některé přirozené asimilační procesy (př. slovo "maminka" může být vysloveno [mamɪnka] místo běžného [mamɪŋka] s velární nazálou). Hyperkorektní mluvní styl může být použit například při deklamaci či v rámci jevištní řeči k dosažení teatrálního efektu, ve většině běžných komunikačních situací však působí poněkud přehnaně a nenáležitě.

## Mluvní styly podle pragmatiky komunikační situace[1]
Zatímco dělení mluvních stylů podle výslovnostního úsilí se odvíjí především od artikulace, pragmatika komunikační situace může ovlivňovat i suprasegmentální stránku řeči.
- Důvěrný mluvní styl se vyznačuje určitou měkkostí hlasu, může v něm být využíván i šepot[4]. Mluvčí také mohou častěji nazalizovat hlásky a protahovat vokály. Tento mluvní styl bude využit nejčastěji v komunikaci s blízkou osobou, jeho užití v jiné situaci by mohlo působit nepatřičně až nepříjemně.
- Pro nenucený mluvní styl je typické vyšší artikulační tempo, zároveň se však v řečovém projevu vyskytují časté pauzy, které jsou nepravidelně rozmístěny a jsou nevyvážené z hlediska trvání.
- Projev v mluvním stylu věcném z hlediska fonace i tempa řeči dosahuje průměrných (přiměřených) parametrů.
- Užití formálního mluvního stylu zdůrazňuje odstup mluvčího a posluchače. Mluvčí bude mluvit zvučným hlasem a může i zdůrazňovat přízvučné slabiky. V tomto mluvním stylu také nebude užíváno protetické /v/ u slov začínajících na /o/ (např. vyslovení slova "odpověď" jako "vodpověď").
- Veřejný mluvní styl nese stejné rysy jako styl formální, zároveň má řeč pravidelnější rytmus a pomalejší tempo, což usnadňuje posluchačům vnímání projevu mluvčího, kterého osobně neznají.

## Mluvní styl a žánr
Zatímco pojem mluvní styl popisuje formu řečového projevu bez ohledu na jeho obsah, žánr označuje souhrn rysů typický pro určitou situaci. Takovýto souhrn rysů vychází z kontextu daného projevu a má ustálenou podobu. Příkladem žánru je třeba přednáška, televizní projev, slavnostní proslov, audiokniha nebo reklama, ale i hovor u jídla či slovní potyčka s přáteli.